# موجا
موجا (به ایتالیایی: Muggia) یک کومونه در ایتالیا است که در استان تریسته واقع شده‌است.

## خصوصیات
موجا ۱۳ کیلومترمربع مساحت و ۱۳٬۴۱۲ نفر جمعیت دارد و ۳ متر بالاتر از سطح دریا واقع شده‌است.

## خواهرخوانده
شهرهای Obervellach و کپر، اسلوونی خواهرخوانده‌های موجا هستند.